# 荔波世界自然遗产地
荔波世界自然遗产地位于中国贵州省，包括茂兰国家级自然保护区和荔波樟江国家级风景名胜区的大、小七孔景区，总面积73,016公顷，具有典型的喀斯特地貌。
气候属于亚热带湿润季风气候，年均气温15.3℃。